# Pierre Bernard (football)
Pour les articles homonymes, voir Pierre Bernard et Bernard.
Pierre Bernard est un footballeur international français né le 27 janvier 1932 à Boissezon (Tarn) et mort le 28 mai 2014 à Cestas (Gironde). 
Il évolue au poste de gardien de but du début des années 1950 à la fin des années 1960.
Formé aux Girondins de Bordeaux, il joue ensuite à l'UA Sedan-Torcy avec qui il gagne la Coupe de France en 1961, au Nîmes Olympique, à l'AS Saint-Étienne, où il remporte le championnat de France en 1964 et 1967. Il termine sa carrière au Red Star.
Il compte vingt-et-une sélections en équipe de France. Son frère Jacques est également footballeur professionnel au poste d'attaquant ou de milieu de terrain.

## Biographie
Recruté par les Girondins de Bordeaux alors qu'il n'est qu'international juniors, il attend dans l'ombre de Depoorter, Villenave ou Jean-Guy Astresses. Une fois titulaire, il accomplit des matches époustouflants sous le maillot frappé du Scapulaire.
Il ne parvient pas à empêcher la descente en D2 et quitte le club pour trouver à Sedan, à Nîmes puis à Saint-Étienne une consécration internationale (21 sélections).
Sa timidité naturelle retarde cependant considérablement son éclosion. Comme Lev Yachine, son modèle, il aime jouer avec un maillot sombre. Comme le Russe encore, il possède des réflexes étonnants, se montre excellent sur sa ligne et aime s'aventurer dans sa surface de réparation. Néanmoins, il manque parfois d'autorité sur les sorties aériennes, notamment du fait de son petit gabarit (1,75 m - 72 kg).

## Carrière
- 1952-1957 :  Girondins de Bordeaux
- 1957-1961 :  UA Sedan-Torcy
- 1961-1963 :  Nîmes Olympique
- 1963-1967 :  AS Saint-Étienne
- 1967-1969 :  Red Star FC[3]

## Palmarès
- 21 sélections en équipe de France entre 1960 et 1965 (4 fois capitaine)
- Champion de France de D1 en 1964 et 1967 avec l'AS Saint-Étienne
- Vainqueur de la Coupe de France 1961 avec Sedan
- Finaliste de la Coupe de France 1955 avec Bordeaux
- Élu joueur français de l'année par le magazine France Football en 1961